# Henry (Illinois)
Henry je grad u američkoj saveznoj državi Ilinois. Prema popisu stanovništva iz 2010. u njemu je živjelo 2.464 stanovnika.